# Ткаченко Володимир Тарасович
Володимир Тарасович Ткаченко  (народився 21 серпня 1954 у місті Кам'янка Черкаської області) — український поет, прозаїк, гуморист. Член НСПУ з 2009 р.

## Біографічні відомості
Закінчив Запорізький машинобудівний інститут. Працював токарем, інженером, журналістом, видавцем, артистом.

## Творчість
Автор книг: 
- «Стусани» (1992),
- «Не жалій батька в наймах» (2004),
- «Ойра-ойра» (2008),
- «Масковскій Клондайк» (2016),
- «Як був я маленьким» (2017);

Автор сценарію художнього фільму «Кіт з капустою» (2008); 
Автор публікацій в українських, польських, англійських часописах.

## Громадська діяльність
Співзасновник та співголова благодійного фонду «Тодось Осьмачка».
З березня 2014 до лютого 2018 очолював Черкаську обласну організацію НСПУ, член Ради НСПУ. Голова Смілянських літературного об'єднання « Тясмин» та міськрайонного благодійного фонду « Тодось Осьмачка».

## Відзнаки
Лауреат Першого обласного та Другого Всеукраїнського фестивалів гумору й сатири, конкурсу «Вишневі усмішки», другої та третьої премій всеукраїнського конкурсу «Коронація слова».

## Джерело
- Ткаченко Володимир Тарасович